# Casimir Davaine
Casimir Davaine (Saint-Amand-les-Eaux, Nord, 19 de març de 1812 - Garches, Hauts-de-Seine, 14 d'octubre de 1882) va ser un metge francès conegut principalment per als seus treballs sobre el carboncle, malaltia animal transmissible a l'home (zoonosi). Pel fet de ser un dels primers a estudiar i a precisar l'etiologia del carboncle, pot ser considerat com un dels fundadors de la bacteriologia i de la microbiologia. Amb ell, la idea del paper patogen dels bacteris entra progressivament a la medecina.
El gran mèrit de Davaine és haver estat dels primers a mostrar que una malaltia animal i humana era deguda a un microbi, en aquest cas un bacteri, anticipant-se i obrint així la via a les investigacions de la microbiologia mèdica.

## Biografia
Casimir Davaine fou el sisè fill (de nou) d'un comerciant de licors. Comença els seus estudis a Saint-Amand-les-Eaux, continua a Tournai (Bèlgica) i a Lilla. El 1830, s'inscriu a la Facultat de medicina de París. El 1835, es fa extern de Pierre François Olive Rayer a l'Hospital de la Caritat on troba Claude Bernard, amb el qual fa amistat. El 1837, obté el seu títol de metge i s'instal·la a la Provença per exercir el seu ofici, tot dedicant-se a les seves investigacions. El 1848, és membre fundador de la Societat de Biologia. El 1850, observa amb Pierre François Olive Rayer «petits cossos filiformes» a la sang d'animals atacats pel carboncle. Amb anterioritat aquest descobriment va ser tanmateix reivindicat pel metge alemany Aloys Pollender, que havia destacat identificant Bacillus anthracis descrit per ell com «corpuscles en forma de bastonets» (Stabförmiger Körperchen), però que no va publicar fins al 1855 les seves observacions fetes el 1849. A partir de 1863, fa investigacions sobre el carboncle i la septicèmia del bestiar que li valdran la seva elecció el 1868 a l'Acadèmia de medicina. El 1866, passa algun temps a Saint-Julien-en-Beaujolais (Roine) amb Claude Bernard, malalt, i aprofita aquest curt sojorn en el camp per estudiar els florits de les fruites. El gener de 1869, es casa amb Maria Georgina Forbes amb qui havia tingut un fill el 1845. Durant la guerra francoprussiana de 1870, exerceix el seu ofici de metge amb les tropes franceses i prepara un llibre sobre la seva filosofia de la felicitat i de la vida. El 1871, publica aquest llibre sobre la seva filosofia de la felicitat i de la vida, «Els elements de la felicitat», escrit durant aquesta guerra francoprussiana.
Després d'aquesta guerra, es fa construir una casa a Garches, prop de París i s'apassiona per a la jardineria, lluny dels tumults de la vida.
A partir de 1875, la seva salut es ressent i publica poc. Pel seu estat de salut, no pot assistir als últims moments de Claude Bernard, metge seu i amic.
Mor el 1882 a Garches, vetllat per la seva dona, el seu fill Jules i el seu nebot Alphonse.
La seva casa va ser llegada el 1891 per la seva vídua a l'Assistència pública, per crear-hi un centre de convalescència per a noies de 4 a 12 anys, sense distinció de religió. La seva casa és avui una fundació, la Fundació Davaine.
És enterrat al cementiri del Père-Lachaise a París amb la seva dona i el seu fill.
També va ser el metge de La Dama de les Camèlies, Sra. Alphonsine Plessis, més coneguda amb el nom de Marie Duplessis, del seu amic Claude Bernard, del seu cap Pierre François Olive Rayer i de grans financers de l'època com els Rothschild i els Eichthal.

## Títols i distincions
- Membre fundador de la societat de Biologia (1848)
- Premi de Fisiologia experimental de l'Institut (1854) per a les seves investigacions sobre la generació de les ostres
- Premi de Fisiologia experimental (1856) per a les seves investigacions sobre el nematode (anguillul del blat niellat) responsable de la malaltia del blat coneguda amb el nom de Nielle.
- Titular de la Creu de la legió d'honor (1858)
- Premi de Medicina i cirurgia de l'Institut (1860) per al seu Tractat dels entozoaris
- Premi Bréant (1865) per a les seves investigacions sobre el carbuncle.
- Membre de l'Acadèmia de medicina des de 1868
- Premi Behague de la Societat nacional d'agricultura de França (1879)
- Premi de Fisiologia (1879).[9][10][4]

## Carrera científica
L'expressió «malaltia del carboncle» prové del color negre que agafa la sang dels animals i les pústules dels éssers humans contaminats per la malaltia.
El 1850, Davaine descobreix, amb el dermatòleg francès Pierre Rayer (1793- 1867), un microorganisme a la sang de xais malalts i morts del carboncle. Aquest bacil aïllat a la sang malalta és conegut després com a Bacillus anthracis.
En aquest mateix any 1850, Pierre Rayer publica una prova. sobre el carboncle, que conté la primera descripció del Bacillus anthracis. Rayer hi descriu el resultat de la inoculació de sang carbonosa a xais sans i comprova que la sang de xais sans inoculats té les mateixes característiques que el dels animals afectats d'aquesta malaltia.
El 1863, Davaine demostra que aquest bacil pot ser directament transmès d'un animal a un altre. Publica als Informes de l'Acadèmia de les ciències dos articles. on explica que ha transmès el carbuncle a diversos animals per injecció de sang d'animals carbonosos. Al final del segon article, considera com provat que el bacteri és l'agent causal de la malaltia.
Més tard, el metge alemany, Robert Koch (1843- 1910), aportarà elements sobre l'epidemiologia del carbuncle
El 1865, Davaine rep el premi Bréant per les seves investigacions sobre el carbuncle.
El 1868., Davaine intenta determinar la duració d'incubació del carbuncle utilitzant una tècnica d'inoculació experimental utilitzant una xeringa de Pravaz.
El 1870, publica els seus estudis sobre el contagi del carbuncle en els animals domèstics.
El 1873, demostra que la sang carbonosa diluïda en aigua perd la seva virulència si és escalfada a 55° durant 5 minuts. En canvi si la sang és assecada, els bacteris conserven el seu poder patogen fins i tot pujant a una temperatura de 100°. Intenta experimentalment bloquejar les pústules malignes del carbuncle aplicant un ferro calent i entreveu una possibilitat d'un tractament curatiu.
Casimir Davaine també és conegut per als seus treballs de pioner de la septicèmia. Fa experimentalment la distinció entre el carbuncle i la septicèmia.
Es va interessar igualment per l'embriologia, la teratologia, la patologia vegetal, la parasitologia. En aquest darrer apartat, descriu el 1854 el paràsit Trichomonas hominis.

## Citacions
Heus aquí el que diu l'historiador de les ciències, Antonio Cadeddu, de Casimir Davaine: "El mèrit de tenir demostrat per primera vegada el paper patogen d'un bacteri per l'home i pels animals domèstics pertany completament a un metge francès, estranyament poc conegut i poc estudiat: Casimir Davaine". (Antonio Cadeddu)